# Liste der Einträge im National Register of Historic Places im Putnam County (Illinois)

Lage des Putnam County in Illinois

Die Liste der Einträge im National Register of Historic Places im Putnam County in Illinois führt alle Bauwerke und historischen Stätten im Putnam County auf, die in das National Register of Historic Places aufgenommen wurden.
| [ 2 ] | Name                      | Bild                      | Eintragsdatum        | Lage                                                                         | Ort      | Beschreibung |
| ----- | ------------------------- | ------------------------- | -------------------- | ---------------------------------------------------------------------------- | -------- | ------------ |
| 1     | Clear Creek Meeting House | Clear Creek Meeting House | 1992 ID-Nr. 92001534 | Südseite der County Road 350N, östlich der IL 89 41° 9′ 16″ N, 89° 11′ 36″ W | McNabb   |              |
| 2     | Cortland Condit House     | Cortland Condit House     | 1983 ID-Nr. 83000335 | Abseits der IL 29 41° 10′ 53″ N, 89° 23′ 46″ W                               | Putnam   |              |
| 3     | Edward Pulsifer House     | Edward Pulsifer House     | 1979 ID-Nr. 79000864 | IL 71 41° 15′ 27″ N, 89° 20′ 27″ W                                           | Hennepin |              |
| 4     | Putnam County Courthouse  | Putnam County Courthouse  | 1975 ID-Nr. 75000672 | 4th Street 41° 15′ 22″ N, 89° 20′ 52″ W                                      | Hennepin |              |